# Nova SF*
Nova SF* è una longeva rivista italiana di fantascienza in formato libro, fondata e diretta da Ugo Malaguti e pubblicata dal 1967 dalla Libra Editrice, poi da Perseo Libri, quindi da Elara.
Distribuita per corrispondenza a cadenza bimestrale da quasi cinquant'anni (con alcune interruzioni dovute ai cambi di case editrici), costituisce la più antica rivista di fantascienza italiana ancora in attività.
Pubblica perlopiù racconti e romanzi brevi di fantascienza anglosassone "classica", con articoli di critica, ma sulle sue pagine sono apparsi - secondo Ernesto Vegetti (2000) - "praticamente tutti gli scrittori italiani di un certo livello".

## Storia
La rivista fu fondata nel 1967 da Ugo Malaguti, editore di Libra Editrice, sotto la cui etichetta fu pubblicata fino al 1980, per un totale di 42 numeri. In seguito alla crisi dell'editrice, ad essa subentrò Perseo Libri nel 1985, che la pubblicò per oltre vent'anni fino al 2006, per 76 numeri. Fallita anche la Perseo, Nova SF* è pubblicata dal 2008 da Elara.
La rivista ha vinto per tre volte il Premio Italia e al direttore Ugo Malaguti è stato assegnato un premio speciale nel 1981. La rivista è sempre stata diretta da Ugo Malaguti.
Nel 1968 la rivista indisse un concorso letterario, il premio Nova Sf* o solo Nova (la cui prima edizione fu vinta da Vittorio Catani), assegnato fino al 1974.
Nel 1989 è stata anche inaugurata una collana "figlia" di romanzi, Biblioteca di Nova SF*, che ristampa i romanzi più importanti.
Nell'ottobre 1989, insieme all'Associazione culturale "Il Borghetto" e Futuro Europa, con il patrocinio del comune di Montepulciano, Noa SF* ha organizzato il Primo congresso nazionale della science fiction e del fantastico, presso il teatro Poliziano di Montepulciano. Nella stessa occasione sono stati assegnati sei premi letterari Nova Sf* o solo Nova ad altrettanti autori.